# Pteromalus hesus
Pteromalus hesus är en stekelart som beskrevs av Walker 1839. Pteromalus hesus ingår i släktet Pteromalus och familjen puppglanssteklar. Inga underarter finns listade i Catalogue of Life.